# Turhan Sultan
Hatice Turhan Sultan (turco ottomano: تورخان سلطان, lett. "fanciulla rispettosa" e "la nobile" o "la misericordiosa"; Russia, circa 1627 – Edirne, 4 agosto 1683) è stata la prima Haseki Sultan del sultano ottomano Ibrahim I e la madre, Valide Sultan e reggente del sultano Mehmed IV.
Turhan è una delle due sole reggenti ufficiali dell'impero ottomano; l'altra fu la suocera, Kösem Sultan. Questa singolare posizione di potere supremo ne fece una delle figure di primo piano durante l'era conosciuta come il sultanato delle donne.

## Biografia
Turhan Hatice, il cui nome originale era Nadya, era di origine russa. Fu catturata durante un'incursione dei tartari e venduta come schiava. A Istanbul venne comprata ed educata dalla figlia del sultano Ahmed I, Atike Sultan, la quale, senza figli suoi, la crebbe come sua, dandole nome Hatice. Quando Hatice aveva circa 12 anni Atike la donò a Kösem Sultan, Haseki di Ahmed e madre di Mehmed IV e Ibrahim I, e forse della stessa Atike. Continuò anche in seguito a prendersi cura della ragazza e dei suoi figli. Era alta, delicata e con gli occhi azzurri.

### Consorte di Ibrahim I
Kösem la diede a Ibrahim come concubina in occasione della sua ascesa al trono, nel 1640, dopo averla ribattezzata Turhan. Il 2 gennaio 1642 Turhan diede alla luce un figlio, il futuro sultano Mehmed IV.
Turhan Hatice era una delle otto haseki del sultano e una delle sue principali consorti. Tuttavia, non era la moglie legale.
L'8 agosto 1648, Ibrahim fu detronizzato e alcuni giorni dopo strangolato. A capo dell'impero ottomano gli successe il figlio, Mehmed IV. Con l'ascesa di Mehmed, la posizione della Valide Sultan ( "madre del sultano regnante") avrebbe dovuto andare a Turhan. Tuttavia, Turhan venne messa da parte a causa della sua giovinezza e inesperienza. Fu invece la nonna del sultano e precedente Valide Sultan, Kösem, a essere confermata in questa posizione.
Tuttavia Turhan si rivelò troppo ambiziosa per rinunciare a una posizione così elevata senza combattere. Nella sua lotta per diventare Valide Sultan, Turhan fu sostenuta dal Kizlar Agha e dal gran visir, mentre Kösem aveva dalla sua parte il Corpo giannizzero, con il cui sostegno mirava a detronizzare Mehmed e sostituirlo con un altro giovane nipote. Anche se Kösem, come Valide, era considerata più abile a governare,  la popolazione era malcontenta per l'influenza dei giannizzeri.. Così, quattro anni dopo essere diventata reggente, Kösem fu uccisa.

## Reggente
Con la morte della sua rivale, Turhan divenne la Valide Sultan. Come reggente, Turhan esercitò un grande potere. Accompagnava il figlio agli incontri importanti e in diverse occasioni lo consigliava da dietro le quinte. Era profondamente amata e rispettata da suo figlio, che la considerava come co-reggente dell'impero e le diede un grande potere. Fu l'unica Valide Sultan nella storia a condividere equamente il governo dell'impero con il figlio, superando anche Kösem all'apice del suo potere.
La reggenza di Turhan fu segnata da almeno due eventi: la guerra contro i veneziani per l'isola di Creta e la crisi finanziaria causata dalle elevate spese dovute alla guerra stessa.

## Eredità
Leslie Peirce vede il 1656 come un punto di svolta nella vita di Turhan. Dopo aver lasciato tutti i suoi "poteri" al gran visir, Turhan si dedicò alla realizzazione di opere architettoniche.
Il suo primo progetto iniziò nel 1658. Forse in risposta alla minaccia veneziana, Turhan fece costruire due fortezze all'ingresso dei Dardanelli. Le fortezze, una sul lato europeo e l'altra sul lato asiatico, sono ancora visibili oggi.
Proseguì inoltre la costruzione della Yeni Cami. Dopo il suo completamento nel 1665, il Külliye comprendeva non solo la moschea, ma anche una medresa, due sadirvan, un bazar e una türbe. Secondo Peirce la Yeni Cami fu la prima moschea imperiale costruita da una donna.

## Discendenza
Da Ibrahim I, Turhan ebbe un figlio certo:
- Mehmed IV (Costantinopoli, 2 gennaio 1642 - Edirne, 6 gennaio 1693). Sfavorito dal padre, che addirittura per un po' gli preferì il figlio di una serva, una volta, quando aveva meno di cinque anni, venne da lui lanciato in una fontana in reazione a una scenata di gelosia della madre, sbattendo la testa. Salvato dall'annegamento da un servo, gli rimase una cicatrice permanente sulla fronte. Divenne sultano a sei anni dopo la deposizione e l'uccisione del padre.

Oltre a Mehmed, diversi storici credono che Turhan possa essere stata madre di almeno una figlia.
Quindi, Turhan potrebbe essere stata anche la madre di una o più fra: 
- Fatma Sultan (Costantinopoli, fine 1642 - Costantinopoli, 1657). Turhan Sultan si prese cura della sua tomba[17].
- Beyhan Sultan (Costantinopoli, 1645 - 15 settembre 1700).[18]
- Atike Sultan (Costantinopoli, ? - Costantinopoli, fl.1683[19]). Turhan potrebbe averla chiamata in onore di Atike Sultan, la sorella di Ibrahim che la educò e si prese cura di lei come di una figlia[20].

## Morte
Morì il 4 agosto 1683 a Edirne e fu sepolta nella sua Türbe (mausoleo) nel cortile della moschea Yeni Cami a Istanbul.

## Cultura popolare
Nella serie TV storica turca Il secolo magnifico: Kösem, Turhan è interpretata dall'attrice turca Hande Doğandemir. È rappresentata come la madre di Mehmed IV e Beyhan Sultan.